# Vali Kurdžev
Vali Kurdžev (rusky Уали Куржев), (* 28. dubna 1989 v Čerkesku, Sovětský svaz) je ruský zápasník čerkeského původu. Specializuje se na zápas v sambu a judu.

## Sportovní kariéra
Zápasení v sambu/judu se věnuje od 6 let společně se svým bratrem dvojčetem Alim. Připravuje se v Rjazani pod vedením Konstantina Fofanova. Po úspěších v sambu se od roku 2014 plně soustředí na judo ve snaze startovat na olympijských hrách.

### Vítězství ve SP
- 2014 - 1x světový pohár (Madrid)
- 2015 - 1x světový pohár (Ťumeň)

## Výsledky

### Sambo
| Turnaj             | 2011           | 2012           | 2013           |
| Turnaj             | 22             | 23             | 24             |
| Turnaj             | velterová váha | velterová váha | velterová váha |
| ------------------ | -------------- | -------------- | -------------- |
| Mistrovství světa  | 1.             | 1.             | —              |
| Mistrovství Evropy | —              | —              | 1.             |